# Бабюк Віктор Ярославович
Ві́ктор Яросла́вович Бабю́к (24 квітня 1984, м. Братськ, Іркутська область, Російська  Федерація — 31 липня 2014, м. Шахтарськ, Донецька область — старший солдат 95-ї окремої Житомирської аеромобільної бригади, учасник російсько-української війни.

## Життєпис
Народився 1984 року в місті Братськ Іркутської області. З 1985 року проживав з сім'єю в селі Ошихліби Кіцманського району Чернівецької області.
У 1991 році пішов у перший клас Ошихлібської середньої школи. 2000 року закінчив 9 клас та вступив до Чернівецького училища, здобув спеціальність столяра. У 2006 році закінчив Чернівецьке ПТУ № 4, за професією — столяр будівельний, різьбяр по дереву та берізці. Працював на одній із фірм міста Чернівці, що виготовляють меблі, столяром. Після закінчення училища з 23 жовтня 2003 року по 27 травня 2005 року проходив військову службу в м. Дніпропетровськ у 25-й аеромобільній десантній бригаді.
Призваний за мобілізацією до лав збройних сил у березні 2014 року. Службу в зоні АТО проходив в м. Слов'янськ, Горлівка, Шахтарськ, де виконував бойові завдання далекомірника та одночасно старшого розвідника.
Загинув під Шахтарськом під час обстрілу, який вчинили терористи. Поховали Віктора Бабюка у с. Ошихліби Кіцманського району.
Залишилися дружина, троє дітей, батьки та семеро братів та сестер.
У селі Ошихліби Чернівецького району Чернівецької області на фасаді сільської школи (вулиця Незалежності, 51), де навчався Віктор, вшанований іменною меморіальною дошкою. 

## Нагороди
14 листопада 2014 року за особисту мужність і героїзм, виявлені у захисті державного суверенітету та територіальної цілісності України, вірність військовій присязі під час російсько-української війни, відзначений — нагороджений орденом «За мужність III ступеня» (посмертно).